# Campeonato Mundial de Patinaje Artístico sobre Hielo de 1922
El XX Campeonato Mundial de Patinaje Artístico se realizó en Estocolmo (concurso masculino y femenino) entre el 4 y el 6 de febrero y en Davos (concurso por parejas) entre el 28 y el 29 de enero de 1922 bajo la organización de la Unión Internacional de Patinaje sobre Hielo (ISU), la Federación Sueca de Patinaje sobre Hielo y la Federación Suiza de Patinaje sobre Hielo. 

## Resultados

### Masculino
| Puesto | Nombre           | País    | Puntos |
| ------ | ---------------- | ------- | ------ |
| Oro    | Gillis Grafström | Suecia  | 7      |
| Plata  | Fritz Kachler    | Austria | 8      |
| Bronce | Willy Böckl      | Austria | 15     |

### Femenino
| Puesto | Nombre      | País    | Puntos |
| ------ | ----------- | ------- | ------ |
| Oro    | Herma Szabo | Austria | 5      |
| Plata  | Svea Noren  | Suecia  | 11     |
| Bronce | Margot Moe  | Noruega | 14     |

### Parejas
| Puesto | Nombre                                | País      | Puntos |
| ------ | ------------------------------------- | --------- | ------ |
| Oro    | Helene Engelmann / Alfred Berger      | Austria   | 6      |
| Plata  | Ludowika Jakobsson / Walter Jakobsson | Finlandia | 12,5   |
| Bronce | Margarete Metzner / Paul Metzner      | Alemania  | 17,5   |

## Medallero
| Núm. | País      | Oro | Plata | Bronce | Total |
| ---- | --------- | --- | ----- | ------ | ----- |
| 1    | Austria   | 2   | 1     | 1      | 4     |
| 2    | Suecia    | 1   | 1     | 0      | 2     |
| 3    | Finlandia | 0   | 1     | 0      | 1     |
| 4    | Alemania  | 0   | 0     | 1      | 1     |
| 4    | Noruega   | 0   | 0     | 1      | 1     |
|      | TOTAL     | 3   | 3     | 3      | 9     |

| Predecesor: Finlandia - Suiza 1914 Parón de la Primera Guerra Mundial | Campeonato Mundial de Patinaje Artístico sobre Hielo 1922 | Sucesor: Austria - Noruega 1923 |

- Datos: Q670864